# Cyrtopholis innocua
Cyrtopholis innocua é uma espécie de aranha pertencente à família Theraphosidae (tarântulas).